# Interstellar Ella
Interstellar Ella (Ella, a Menina das Estrelas no Brasil ou Ella das Estrelas em Portugal) é uma série animada de televisão canadense-belga de 2022 criada por Adam Long.
A série foi estreada no Canadá pela Knowledge Kids e na Bélgica pela TVO em 17 de outubro de 2022. No Brasil é exibida pelo Cartoonito e HBO Max. Em Portugal estreou a 30 de setembro de 2023 na HBO Max e a 2 de outubro de 2023 no Cartoonito Portugal.

## Sinopse
No ano 3021, numa estação espacial da Via Láctea, algures entre Marte e Júpiter, vive Ella Ryder, uma menina de 8 anos que participa em mil aventuras de descoberta com os seus amigos. E como estão no espaço, há muito para experimentar e ainda mais para explorar. Embora as aventuras de Ella sejam divertidas como uma espinha dorsal, são também sempre carregadas de emoções, permitindo-lhe descobrir um pouco mais sobre si própria com cada desafio inesperado - desafios que a ajudam a compreender o que a torna tão única como o seu nome: Ella das Estrelas.

## Atores
| Personagem | Ator                |
| ---------- | ------------------- |
| Ella       | Ava Augustin        |
| Slippy     | Jack Molloy Legault |
| Madhu      | Eleanor Noble       |
| Maggie     | Felicia Shulman     |
| Tilly      | Lia Brady           |
| Gem / I-Lo | Ryan S. Colina      |
| Mãe        | Lucinda Davis       |
| Pai        | Arun Varma          |
| Priya      | Layla Tuy Sok       |

## Episódios
| N.º | Título                                                      | Exibição original                                                |
| --- | ----------------------------------------------------------- | ---------------------------------------------------------------- |
| 1 | "O Resgate do Mooncake (PT)" "Saving Mooncake"              | 31 de outubro de 2022 (TVO) 30 de setembro de 2023 (HBO Max)     |
| Quando Ella leva o amuleto da sorte de Slippy emprestado, arrisca-se a perdê-lo quando é puxada por um buraco negro. Só quando os amigos unem forças é que o amuleto regressa às mãos de Slippy, são e salvo.                                                                                          |                                                             |                                                                  |
| 2 | "Assim Nasce Uma Estrela (PT)" "A Star Is Born"             | 17 de outubro de 2022 (TVO) 30 de setembro de 2023 (HBO Max)     |
| É o aniversário da mãe. Ella está determinada em dar-lhe a melhor prenda de sempre e procura por toda a galáxia com a ajuda dos seus amigos. Mas com o tempo a esgotar-se, ela vai acabar por perceber que a melhor prenda não vem embrulhada...                                                       |                                                             |                                                                  |
| 3 | "Estranheza no Espaço (PT)" "Space Oddity"                  | 20 de outubro de 2022 (TVO) 30 de setembro de 2023 (HBO Max)     |
| Quando um bem precioso desaparece, Slippy tem a certeza de que quem o levou foi um misterioso ser alienígena, a Medusa de Silicone. Ella não acredita na existência da criatura... mas à medida que o grupo a procura, Ella aprende que apoiar o amigo é o mais importante.                            |                                                             |                                                                  |
| 4 | "Rover em Fuga (PT)" "Runaway Rover"                        | 24 de outubro de 2022 (TVO) 30 de setembro de 2023 (HBO Max)     |
| Quando o Pai está prestes a inaugurar um Museu com artefactos humanos na Lua, Ella e Slippy ficam encarregues de reparar um antigo rover lunar. Mas o veículo sai disparado, com Glitch a bordo, e o grupo vai ter de resolver o problema. Talvez o melhor seja pedir ajuda.                           |                                                             |                                                                  |
| 5 | "Caçadores de Tesouros (PT)" "Interstellar Treasure Hunter" | 25 de outubro de 2022 (TVO) 30 de setembro de 2023 (HBO Max)     |
| O Pai dá a Ella e a Slippy um misterioso mapa do tesouro com o Sistema Solar. Ella resolve atalhar caminho assim que percebe qual é a etapa final, mas isso não lhes dá o tesouro. Então, ela tem de aprender a seguir instruções e a cumprir todos os passos, sem saltar nenhum...                    |                                                             |                                                                  |
| 6 | "Ella a Alta Velocidade (PT)" "Speed of Ella"               | 22 de outubro de 2022 (TVO) 30 de setembro de 2023 (HBO Max)     |
| Ella está super entusiasmada para passar um dia em família a ver as Estrelas Variáveis de Orion. Há semanas que espera por isso. Mas quando Madhu lhe pede um favor, ela não consegue recusar. E quando Slippy lhe pede ajuda, ela também não consegue dizer que não.                                  |                                                             |                                                                  |
| 7 | "Contingência Cristal (PT)" "The Crystal Contingency"       | 19 de outubro de 2022 (TVO) 30 de setembro de 2023 (HBO Max)     |
| Ella e Tilly partem sem querer os cristais preciosos que a mãe usa para fazer experiências. Determinada em substituí-los, Ella vai numa aventura com a irmã, passando por mil obstáculos até descobrir que a sua pequena irmã pode ser uma grande ajuda.                                               |                                                             |                                                                  |
| 8 | "As Luas de Júpiter (PT)" "Jupiter's Moons"                 | 17 de outubro de 2022 (TVO) 30 de setembro de 2023 (HBO Max)     |
| Slippy está a testar os novos propulsores a jato do seu veículo espacial. Ele está tão entusiasmado que acaba por ficar apeado numa perigosa lua, que só Madhu sabe onde é. Para que Ella consiga encontrá-lo, ela vai depender da memória de Madhu.                                                   |                                                             |                                                                  |
| 9 | "Maggie 2.0 (PT)" "Maggie 2.0"                              | 23 de outubro de 2022 (TVO) 30 de setembro de 2023 (HBO Max)     |
| Quando uma atualização defeituosa transforma a Maggie em Mags, uma robô excêntrica e bastante divertida, Ella, Slippy e Madhu ficam empolgados. Pelo menos até a excentricidade de Mags os pôr em perigo. Agora, o grupo tem de descobrir como recuperar a antiga Maggie rapidamente.                  |                                                             |                                                                  |
| 10 | "Mensagem Interestelar (PT)" "Interstellar Message"         | 25 de outubro de 2022 (TVO) 30 de setembro de 2023 (HBO Max)     |
| Quando Madhu recebe uma sonda espacial do seu planeta, com um presente lá dentro, o grupo une-se para tentar encontrar algo bem especial que Madhu possa enviar de volta. |                                                             |                                                                  |
| 11 | "Aventura Com Constelações (PT)" "Constellation Prize"      | 26 de outubro de 2022 (TVO) 30 de setembro de 2023 (HBO Max)     |
| A tentativa de Slippy impressionar os primos com desenhos de constelações acaba por correr mal e eles perdem-se numa nebulosa. Como a nebulosa interfere com os aparelhos eletrónicos e de navegação, Slippy e os primos não conseguem sair de lá…                                                     |                                                             |                                                                  |
| 12 | "Lixo Espacial (PT)" "Space Junk"                           | 22 de outubro de 2022 (TVO) 30 de setembro de 2023 (HBO Max)     |
| Quando um monte de lixo espacial ameaça destruir o Clube, Ella e Slippy empenham-se em resolver o problema. Mas enquanto Ella quer livrar-se do lixo, Slippy está determinado em reutilizá-lo. No momento em que Ella fica em apuros, salvá-la pode mesmo depender da reutilização do lixo espacial.   |                                                             |                                                                  |
| 13 | "Comandante Slippy (PT)" "Commander Slippy"                 | 29 de outubro de 2022 (TVO) 30 de setembro de 2023 (HBO Max)     |
| Os amigos estão a jogar ao Apanha o Meteoroide, quando Glitch deixa de seguir as ordens de Slippy. E tudo porque encontrou um cometa há muito procurado! Slippy fica entusiasmado - ele vai poder apanhar e nomear um cometa!                                                                          |                                                             |                                                                  |
| 14 | "Priya da Terra (PT)" "Earthbound Priya"                    | 28 de outubro de 2022 (TVO) 12 de outubro de 2023 (Cartoonito)   |
| Ella e Slippy estão a praticar um difícil salto com três rotações, quando Priya, a melhor amiga de Ella, da Terra, chega de surpresa para uma visita. Priya executa na perfeição o salto com três rotações, para espanto de todos. Enquanto isso, Ella fica frustrada por não o conseguir fazer.       |                                                             |                                                                  |
| 15 | "Missão Paládio (PT)" "Palladium Quest"                     | 18 de outubro de 2022 (TVO) 4 de outubro de 2023 (Cartoonito)    |
| Quando uma brincadeira inocente causa uma avaria em Maggie, Ella e os amigos têm de ir em busca de um metal raro para a consertar. Mas é um metal tão raro que só existe em asteroides. Depois de algumas tentativas falhadas, eles percebem que o conhecimento que Maggie lhes deu pode salvar o dia. |                                                             |                                                                  |
| 16 | "Supernova da Amizade (PT)" "Friendship Supernova"          | 2 de novembro de 2022 (TVO) 13 de outubro de 2023 (Cartoonito)   |
| Slippy quer tanto ver um eclipse que fez uns óculos especiais para ele e para os amigos, mas Ella tem outros planos. Quando ela insiste em ir ver uma supernova de estrelas binárias, Slippy decide avançar com os seus planos sozinho.                                                                |                                                             |                                                                  |
| 17 | "Dia de Mãe-Ella (PT)" "Momella Day"                        | 27 de outubro de 2022 (TVO) 11 de outubro de 2023 (Cartoonito)   |
| Ella anseia sempre pelo dia de Mãe-Ella. E este Dia de Mãe-Ella promete ser o mais estelar de sempre, porque Ella e a mãe planeiam ir ver uma pequena mas poderosa estrela anã vermelha. |                                                             |                                                                  |
| 18 | "Crónicas de Marte (PT)" "The Martian Chronicles"           | 3 de novembro de 2022 (TVO) 16 de outubro de 2023 (Cartoonito)   |
| Priya vem da Terra para fazer um trabalho da escola sobre Marte. Priya está um pouco apreensiva com as suas enormes tempestades de poeira, mas Ella, Slippy e Madhu convencem-na a visitar o Planeta Vermelho.                                                                                         |                                                             |                                                                  |
| 19 | "Madhu (PT)" "That's So Madhu"                              | 6 de novembro de 2022 (TVO) 17 de outubro de 2023 (Cartoonito)   |
| Madhu procura prendas especiais para celebrar o dia em que conheceu Ella e Slippy. |                                                             |                                                                  |
| 20 | "Um Conto de Fantasmas (PT)" "Ghost Stories"                | 5 de novembro de 2022 (TVO) 17 de outubro de 2023 (Cartoonito)   |
| 21 | "Rumo à Vitória (PT)" "For the Win"                         | 4 de novembro de 2022 (TVO) 16 de outubro de 2023 (Cartoonito)   |
| A mãe de Ella é uma lenda da corrida Encélado 500 e Ella quer ser como ela. |                                                             |                                                                  |
| 22 | "Altos e Baixos (PT)" "Highs and Lows"                      | 27 de novembro de 2022 (TVO) 20 de novembro de 2023 (Cartoonito) |
| Ella e Slippy treinam a escalada para explorar uma cratera em Encélado. |                                                             |                                                                  |
| 23 | "Pequenos Grandes Problemas (PT)" "Big Little Problems"     | 1 de novembro de 2022 (TVO) 13 de outubro de 2023 (Cartoonito)   |
| Como é que uma pequena bola de golfe pode causar uma cratera do tamanho de uma casa? A voar pelo espaço, é como! Uma pequena coisa pode provocar uma reação em cadeia se bater em coisas maiores e maiores.                                                                                            |                                                             |                                                                  |
| 24 | "Um Dia de Sossego (PT)" "The Big Break"                    | 26 de novembro de 2022 (TVO) 18 de outubro de 2023 (Cartoonito)  |
| Depois de magoar a perna, Ella tem de sossegar um dia inteiro. Será que consegue? |                                                             |                                                                  |
| 25 | "O Grande Dia do Glitch (PT)" "Glitch's Big Day"            | 28 de outubro de 2022 (TVO) 24 de novembro de 2023 (Cartoonito)  |
| Quando o braço de Glitch avaria, o pai de Ella faz-lhe uma atualização radical. |                                                             |                                                                  |
| 26 | "Um Cachorro Estelar (PT)" "Interstellar Pet Sitter"        | 7 de novembro de 2022 (TVO) 18 de outubro de 2023 (Cartoonito)   |
| Ella tem de tomar conta de um cão no dia em que precisa de acabar um trabalho da escola. |                                                             |                                                                  |
| 27 | "Quente e Frio (PT)" "Hot and Cold"                         | 22 de novembro de 2023 (Cartoonito)                              |
| Slippy não quer desfazer-se das suas invenções e decide guardá-las a todas em Mercúrio. |                                                             |                                                                  |
| 28 | "A Nova Voyager (PT)" "Now Voyager"                         | 23 de novembro de 2023 (Cartoonito)                              |
| 29 | "O Dia Humano (PT)" "Human Day"                             | 27 de novembro de 2023 (Cartoonito)                              |
| O Dia Humano é o dia favorito de Ella, por isso ela convida Madhu para jantar com a sua família. Madhu quer causar uma boa impressão e prepara-se para o evento. |                                                             |                                                                  |
| 30 | "O Planeta Errante (PT)" "Going Rogue"                      | 27 de novembro de 2023 (Cartoonito)                              |
| Ella, Slippy e Madhu exploram um planeta errante, mas o calor do subsolo começa a derreter a superfície gelada e eles caem no vazio, ficando separados. |                                                             |                                                                  |
| 31 | "Memórias de Oumuamua (PT)" "Oumuamua Memories"             | 29 de novembro de 2023 (Cartoonito)                              |
| 32 | "Ella Analógica (PT)" "Analog Ella"                         | 21 de novembro de 2023 (Cartoonito)                              |
| Durante uma viagem de campismo, Ella tem de desligar todos os aparelhos eletrónicos por causa de uma tempestade solar. |                                                             |                                                                  |
| 33 | "Missão Galáctica (PT)" "Galaxy Quest"                      | 22 de novembro de 2023 (Cartoonito)                              |
| 34 | "Em Busca da Supergigante (PT)" "Supergiant Search"         | 28 de novembro de 2023 (Cartoonito)                              |
| Ella e os amigos têm de encontrar uma estrela supergigante durante uma corrida de enigmas. |                                                             |                                                                  |
| 35 | "Planeta Algodão-Doce (PT)" "Super Puff Planet"             | 1 de dezembro de 2023 (Cartoonito)                               |
| Gem quer passar um tempo longe do gémeo Ilo, mas ele insiste em acompanhá-la. |                                                             |                                                                  |
| 36 | "Super Tilly (PT)" "Super Tilly"                            | 20 de novembro de 2023 (Cartoonito)                              |
| Tilly, vestida de Super Tilly, tem a missão de entregar em segurança a caixa de ferramentas do pai. |                                                             |                                                                  |
| 37 | "Planeta de Água (PT)" "Water World"                        | 29 de novembro de 2023 (Cartoonito)                              |
| 38 | "Anã Branca, Madhu Azul (PT)" "White Dwarf, Blue Madhu"     | 21 de novembro de 2023 (Cartoonito)                              |
| Madhu fica triste ao descobrir o triste destino de uma estrela. Ella e Slippy não sabem o que fazer para reverter a sua tristeza. |                                                             |                                                                  |
| 39 | "Viagem Pela Lua (PT)" "Trip in the Moon"                   | 30 de novembro de 2023 (Cartoonito)                              |
| 40 | "Desafio em Júpiter (PT)" "Aurora Friendrealis"             | 23 de novembro de 2023 (Cartoonito)                              |
| Angelie e Slippy fazem uma corrida com os seus veículos e pedem ajuda a Ella. |                                                             |                                                                  |
| 41 | "Estrela Falhada (PT)" "Failed Star"                        | 6 de dezembro de 2023 (Cartoonito)                               |
| Ella espera bater o recorde de Slippy no Jogo das Escondidas, mas Slippy faz batota. |                                                             |                                                                  |
| 42 | "Robô Sem Causa (PT)" "Robot Without a Cause"               | 1 de dezembro de 2023 (Cartoonito)                               |
| O grupo vai até Vesta, onde acaba por montar um robô muito especial. |                                                             |                                                                  |
| 43 | "Estrelas de Aniversário (PT)" "Birthday Stars"             | 28 de novembro de 2023 (Cartoonito)                              |
| Priya faz anos, e os amigos procuram uma estrela de aniversário para ela. |                                                             |                                                                  |
| 44 | "Adeus, Estação (PT)" "Goodbye H.O.M.E."                    | 4 de dezembro de 2023 (Cartoonito)                               |
| Ella mente a Angelie dizendo que sabe fazer surf num cometa, e Slippy ajuda-a. |                                                             |                                                                  |
| 45 | "Confusão de Metal (PT)" "Metal Mess"                       | 2 de outubro de 2023 (Cartoonito)                                |
| Em busca de ferro para arranjar o veículo de Slippy, Glitch corta um asteroide. |                                                             |                                                                  |
| 46 | "Tudo a Seu Tempo (PT)" "All in Good Time"                  | 6 de outubro de 2023 (Cartoonito)                                |
| Tilly não quer ser crescida para ter o seu próprio quarto e, por isso, tenta parar o tempo. |                                                             |                                                                  |
| 47 | "Ella Imparável (PT)" "Ella Unstoppable"                    | 24 de novembro de 2023 (Cartoonito)                              |
| Ella leva a família a visitar as Nebulosas, mas Tilly assusta-se. |                                                             |                                                                  |
| 48 | "A Sinfonia Isabela (PT)" "The Isabel Symphony"             | 4 de dezembro de 2023 (Cartoonito)                               |
| Como Priya está doente, o grupo cria uma sinfonia especial para a animar. |                                                             |                                                                  |
| 49 | "Rocha Lunar (PT)" "Moon Rock"                              | 30 de novembro de 2023 (Cartoonito)                              |
| Os amigos vão fazer slide em Ganimedes, mas Slippy leva o equipamento errado. |                                                             |                                                                  |
| 50 | "Saltos em Plutão (PT)" "Pluto Jumpride"                    | 5 de dezembro de 2023 (Cartoonito)                               |
| Ella e Slippy vão saltar em Plutão e Madhu e Tilly juntam-se a eles. |                                                             |                                                                  |
| 51 | "Mergulho Espacial em Espiral (PT)" "Spirally Spacedive"    | 5 de dezembro de 2023 (Cartoonito)                               |
| Os amigos encontram uma espiral misteriosa que Maggie não consegue identificar. |                                                             |                                                                  |
| 52 | "Tremor de Estrela (PT)" "Starquake!"                       | 6 de dezembro de 2023 (Cartoonito)                               |
| Os Ryder preparam-se para um tremor de estrela e consertam um escudo protetor. |                                                             |                                                                  |